# Сифф, Мэгги
Мэгги Сифф (англ. Maggie Siff, род. 21 июня 1974) — американская актриса, наиболее известная по своим ролям на телевидении в телесериалах «Сыны анархии», «Безумцы» и «Миллиарды». В 2012 году она была номинирована на премию «Выбор телевизионных критиков»

## Жизнь и карьера
Мэгги Сифф родилась в Бронксе, Нью-Йорк, в семье смешанного происхождения, среди её предков были евреи . Она выиграла премию «Бэрримор» за лучшую женскую роль второго плана в 1998 году за свою работу в пьесе «Призраки» Генрика Ибсена.
Она также сыграла в таких фильмах как «Пятое измерение», «Приколисты», «Майкл Клейтон», «Травка» и появилась в эпизодах сериалов «Закон и порядок: Специальный корпус», «Части тела», «Анатомия страсти» и других.
В 2012 году она была номинирована на премию «Выбор телевизионных критиков» за роль в сериале «Сыны анархии».
С 2012 года Сифф замужем. У супругов есть дочь — Люси (род. в апреле 2014).

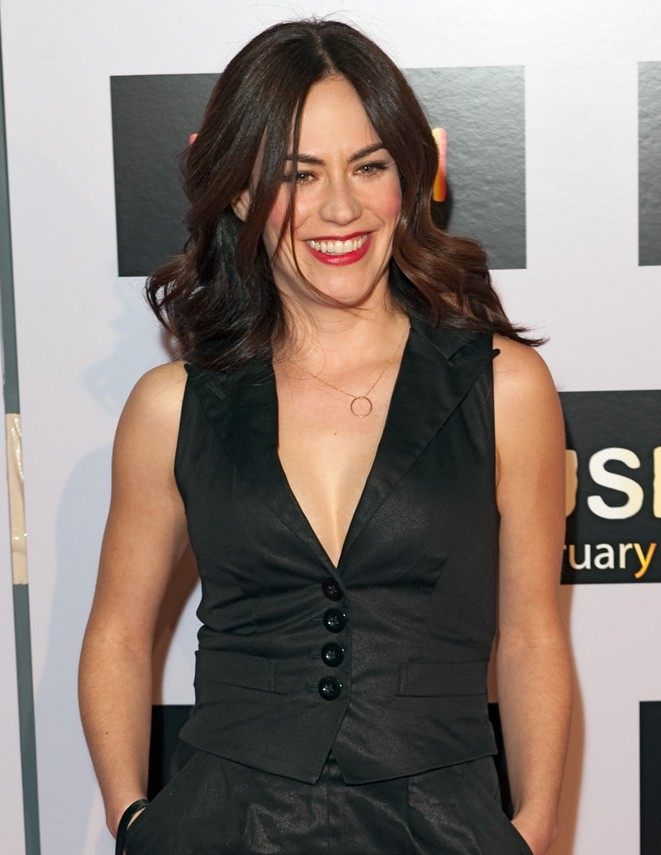
В 2009 году

## Фильмография
| Год       |   | Русское название                    | Оригинальное название             | Роль                          |
| --------- | - | ----------------------------------- | --------------------------------- | ----------------------------- |
| 2004      | с | Третья смена                        | Third Watch                       | Cindy                         |
| 2005      | с | Спаси меня                          | Rescue Me                         | Young Woman at AA             |
| 2006      | с | Закон и порядок: Специальный корпус | Law & Order: Special Victims Unit | Emily McCooper                |
| 2006      | с | 3 Фунта                             | 3 lbs.                            | Lisa Kutchem                  |
| 2007      | с | Анатомия страсти                    | Grey's Anatomy                    | Ruthie Sales                  |
| 2007      | ф | Майкл Клейтон                       | Michael Clayton                   | Attorney #1                   |
| 2007      | ф | Так она нашла меня                  | Then She Found Me                 | Lily                          |
| 2007—2008 | с | Части тела                          | Nip/Tuck                          | Rachel Ben Natan              |
| 2007—2008 | с | Безумцы                             | Mad Men                           | Rachel Menken                 |
| 2008—2013 | с | Сыны анархии                        | Sons of Anarchy                   | Tara Knowles                  |
| 2009      | с | Жизнь на Марсе                      | Life on Mars                      | Maria Belanger                |
| 2009      | ф | Пятое измерение                     | Push                              | Teresa Stowe                  |
| 2009      | ф | Приколисты                          | Funny People                      | Rachel                        |
| 2009      | ф | Травка                              | Leaves of Grass                   | Rabbi Zimmerman               |
| 2011      | с | Одарённый человек                   | A Gifted Man                      | Lily Meyerson                 |
| 2013      | ф | Сотрясение                          | Concussion                        | Sam Bennet                    |
| 2016      | ф | 5-я волна                           | The 5th Wave                      | Лиза Салливан / Lisa Sullivan |
| 2016—2023 | с | Миллиарды                           | Billions                          | Венди Роадс                   |